# Гречки
Гре́чки (до 2025 — Гре́чкине) — село в Україні, у Кролевецькій міській громаді Конотопського району Сумської області. Населення становить 224 осіб. До 2020 орган місцевого самоврядування — Гречкинська сільська рада, до складу якої також входили села Васильківщина, Воронцове, Дідівщина, Заріччя та Пиротчине.

## Географія
Село Гречки знаходиться на лівому березі річки Есмані за 18 км від адміністративного центру громади м. Кролевець. Нижче за течією на відстані 3 км розташоване село Заріччя, на протилежному березі - село Холодівщина (Шосткинський район). До села примикає великий лісовий масив (сосна). Річка в цьому місці звивиста, утворює лимани, стариці і заболочені озера. Уздовж русла річки знаходиться декілька торф'яних боліт. На відстані 4 км знаходиться платформа Пиротчине, вздовж річки йде окрема вузькоколійна гілка.

## Символіка
Історія села неподільно пов'язана з видобутком торфу. На гербі це представлено торф'яними цеглинками і чорними смугами. Нажаль зараз цей промисел занепав, але селяни вірять у світле майбутнє і все для цього роблять. На гербі це представлено яскравою зіркою в темному небі яка кидає промінь на зображення гречки, що веде нас до назви села (герб є промовистим).

## Історія

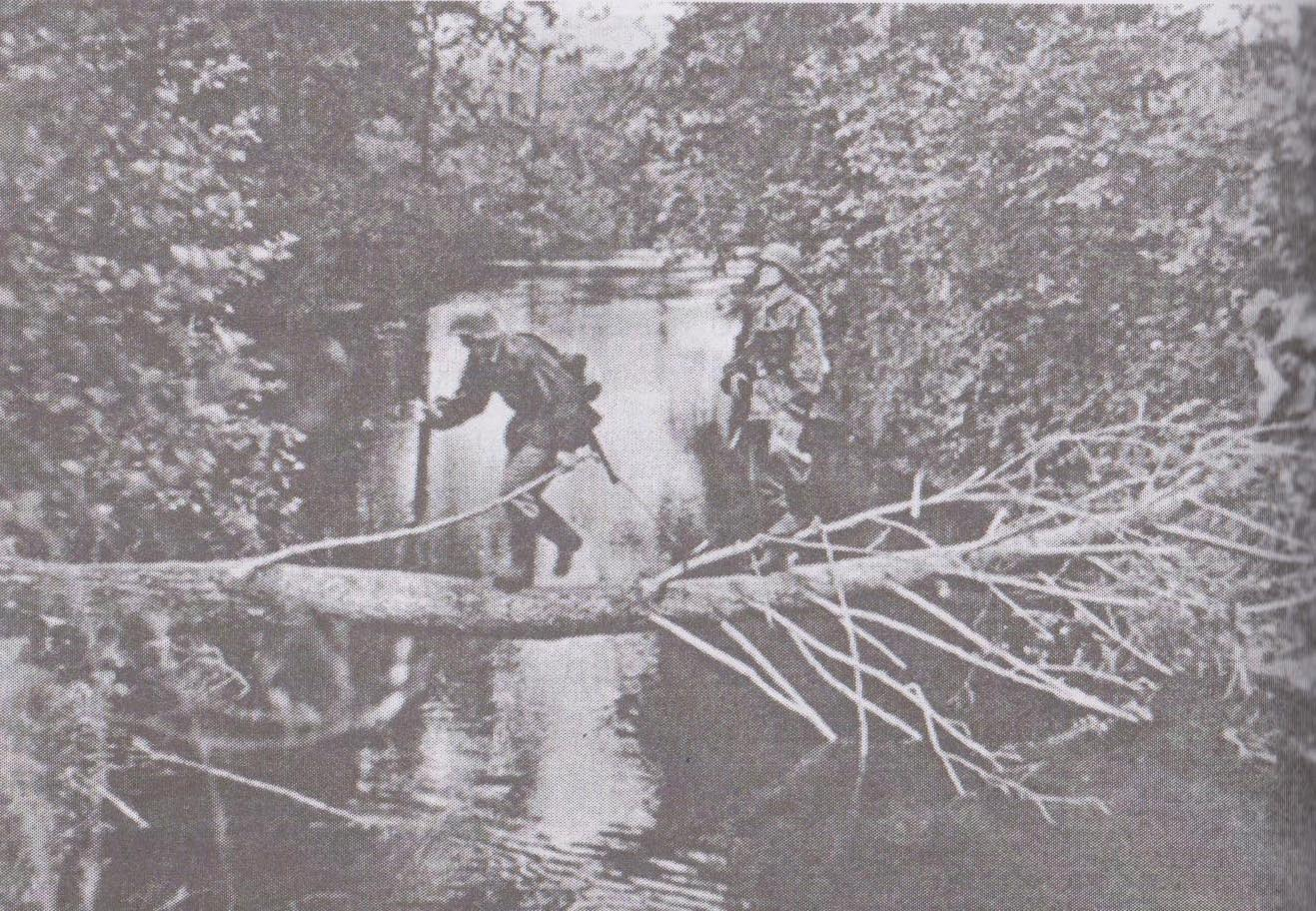
Німецькі війська переправляються через Есмань

Село відоме з другої половини XIX ст.
Село Гречки відоме подіями Другої світової війни. Поблизу збереглися руїни Гречкинського торфозаводу та насип залізниці, якою в 1941 році німці обійшли радянські війська з тилу біля річки Есмань, розпочавши оточення радянських військ. Німецька розвідка по поваленому дереву через Есмань вийшла на залізницю, якої навіть у німців на карті не було позначено. А місцевість тоді була сильно заболочена. І ця залізниця стала знахідкою для німців.

## Сьогодення
Село Гречки унікальне... Власне, коли ми чуємо село, то відразу уявляється безмір полів і, як сказав один з поетів, високочолий сіятель землі. Однак Гречки зовсім інше.
Колись це був клаптик землі серед лісу. Тут ніколи не було ніяких полів чи ферм. Село жило торфорозробками. І коли вони вичерпалися, люди залишилося фактично без засобів на існування. У такій ситуації село, здавалося б, мало вимерти. Однак знаходиться кістяк людей, які задумали, будь-що, зберегти культуру свого села - села, якому нині виповнилося всього 147 років. Тож зібралися і, насамперед, самотужки створили музей, організували два народні художні колективи.
12 червня 2020 року, відповідно до розпорядження Кабінету Міністрів України № 723-р «Про визначення адміністративних центрів та затвердження територій територіальних громад Сумської області», село увійшло до складу Кролевецької міської громади.
19 липня 2020 року, в результаті адміністративно-територіальної реформи та ліквідації Кролевецького району, увійшло до складу новоутвореного Конотопського району.
5 червня 2025 року Постановою Верховної Ради України № 4483-ІХ «Про перейменування окремих населених пунктів, назви яких містять символіку російської імперської політики або не відповідають стандартам державної мови» село Гречкине перейменовано на Гречки. 18 червня 2025 року перейменування набуло чинності.

## Культура
Біля цілющих Пиротчинських джерел щороку відбувається традиційне фольклорне свято «Купальські передзвони на хвилях Есмані».
В селі діє народний фольклорний колектив «Вербиченька» Гречкинського СБК.

## Промисловість
В селі знаходиться центральна ділянка Кролевецького торфопідприємства, а на відстані 1 км торфозавод.

## Цікаві факти
У селі Гречки відбулися зйомки випуску програми «Сковорода гастробайки» де ведучий разом з колективом "Вербиченьки" готували унікальну страву гречаники з добром.